# Ситово (Пловдивська область)
Си́тово (болг. Ситово) — село в Пловдивській області Болгарії. Входить до складу общини Родопи.

## Населення
За даними перепису населення 2011 року у селі проживали 16 осіб, усі — болгари.
Розподіл населення за віком у 2011 році:
Динаміка населення: